# Lijst van juryvoorzitters op het Filmfestival van Cannes
Dit is een volledige lijst van de personen die de meerkoppige jury voorzaten die beslist over het toekennen van de prijzen op het Filmfestival van Cannes. Elk jaar is er één juryvoorzitter, enkel in 2015 werd de jury door twee personen voorgezeten: de broers Joel en Ethan Coen, die ook samen films schrijven en regisseren. 
Doorgaans is de juryvoorzitter een filmregisseur of acteur, niet zelden iemand die ooit zelf de Gouden Palm gewonnen heeft. In het verleden mochten echter ook enkele schrijvers de jury voorzitten, zoals Georges Simenon, Miguel Ángel Asturias en Tennessee Williams. De laatste juryvoorzitter die geen filmmaker of acteur was, was schrijver William Styron in 1983. 
Sinds 1987 bestaat er een aparte jury voor de Caméra d'or. In 1998 werd nog een andere jury in het leven geroepen, die beslist wie de Prix Un certain regard wint. 
| Jaar | Voorzitter                  |
| ---- | --------------------------- |
| 1946 | Georges Huisman             |
| 1947 | Georges Huisman             |
| 1949 | Georges Huisman             |
| 1951 | André Maurois               |
| 1952 | Maurice Genevoix            |
| 1953 | Jean Cocteau                |
| 1954 | Jean Cocteau                |
| 1955 | Marcel Pagnol               |
| 1956 | Maurice Lehmann             |
| 1957 | André Maurois               |
| 1958 | Marcel Achard               |
| 1959 | Marcel Achard               |
| 1960 | Georges Simenon             |
| 1961 | Jean Giono                  |
| 1962 | Tetsurō Furukaki            |
| 1963 | Armand Salacrou             |
| 1964 | Fritz Lang                  |
| 1965 | Olivia de Havilland         |
| 1966 | Sophia Loren                |
| 1967 | Alessandro Blasetti         |
| 1968 | André Chamson               |
| 1969 | Luchino Visconti            |
| 1970 | Miguel Ángel Asturias       |
| 1971 | Michèle Morgan              |
| 1972 | Joseph Losey                |
| 1973 | Ingrid Bergman              |
| 1974 | René Clair                  |
| 1975 | Jeanne Moreau               |
| 1976 | Tennessee Williams          |
| 1977 | Roberto Rossellini          |
| 1978 | Alan J. Pakula              |
| 1979 | Françoise Sagan             |
| 1980 | Kirk Douglas                |
| 1981 | Jacques Deray               |
| 1982 | Giorgio Strehler            |
| 1983 | William Styron              |
| 1984 | Dirk Bogarde                |
| 1985 | Miloš Forman                |
| 1986 | Sydney Pollack              |
| 1987 | Yves Montand                |
| 1988 | Ettore Scola                |
| 1989 | Wim Wenders                 |
| 1990 | Bernardo Bertolucci         |
| 1991 | Roman Polański              |
| 1992 | Gérard Depardieu            |
| 1993 | Louis Malle                 |
| 1994 | Clint Eastwood              |
| 1995 | Jeanne Moreau               |
| 1996 | Francis Ford Coppola        |
| 1997 | Isabelle Adjani             |
| 1998 | Martin Scorsese             |
| 1999 | David Cronenberg            |
| 2000 | Luc Besson                  |
| 2001 | Liv Ullmann                 |
| 2002 | David Lynch                 |
| 2003 | Patrice Chéreau             |
| 2004 | Quentin Tarantino           |
| 2005 | Emir Kusturica              |
| 2006 | Wong Kar-wai                |
| 2007 | Stephen Frears              |
| 2008 | Sean Penn                   |
| 2009 | Isabelle Huppert            |
| 2010 | Tim Burton                  |
| 2011 | Robert De Niro              |
| 2012 | Nanni Moretti               |
| 2013 | Steven Spielberg            |
| 2014 | Jane Campion                |
| 2015 | Joel en Ethan Coen          |
| 2016 | George Miller               |
| 2017 | Pedro Almodóvar             |
| 2018 | Cate Blanchett              |
| 2019 | Alejandro González Iñárritu |
| 2020 | Spike Lee                   |